# Tiro com arco nos Jogos Olímpicos de Verão de 2008 - Individual masculino

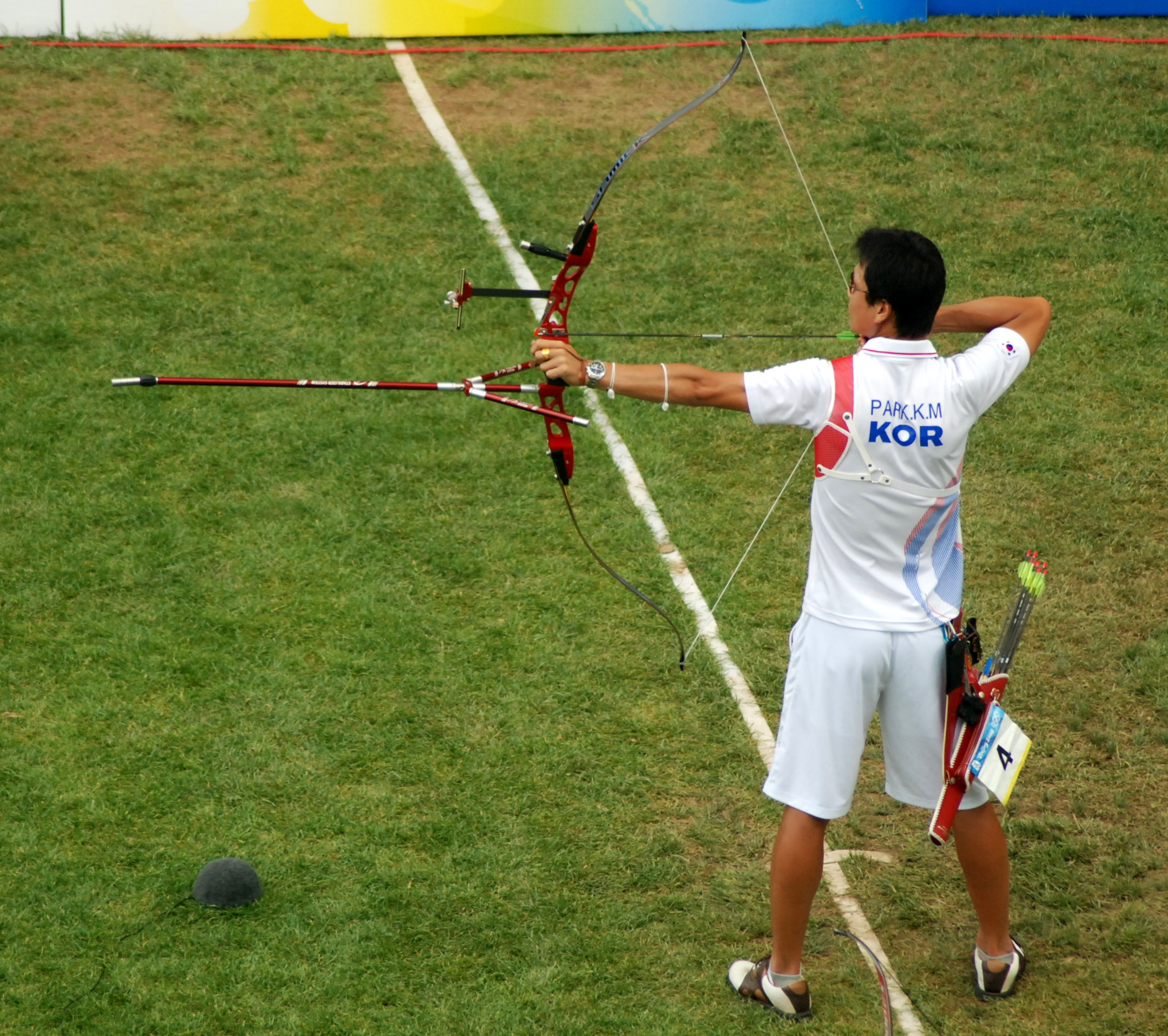
O sul-coreano Park Kyung-mo ficou com a medalha de prata em Pequim.

A competição de tiro com arco individual masculino foi disputada na Arena do Tiro com Arco do Olympic Green.
A primeira e segunda rodadas de eliminação ocorreram no dia 13 de agosto; com as oitavas, quartas, semifinais e finais acontecendo em 15 de Agosto.
O italiano Marco Galiazzo esteve em Pequim defendendo sua medalha de ouro conquistada em Atenas 2004, porém ficou na segunda rodada eliminatória, perdendo para o britânico Allan Wills. Os medalhistas de prata em Atenas, Hiroshi Yamamoto e de bronze Tim Cuddihy, não participaram dos jogos na China.
64 arqueiros de 37 países foram qualificados para os jogos. O 44° Campeonato Mundial de Tiro com Arco, em Leipzig, mais 5 vagas de torneios continentais e o Torneio Final Mundial de Classificação selecionaram 61 vagas para o evento, adicionando-se a estas, mais 3 convidados.
O Brasil enviou apenas um atleta, Luiz Trainini, ficando, dessa forma, de fora da competição por equipes. O mesmo ocorreu com Portugal, que enviou apenas Nuno Pombo. Ambos foram eliminados na primeira rodada.

## Medalhistas
| Ouro   | UKR Viktor Ruban  |
| Prata  | KOR Park Kyung-mo |
| Bronze | RUS Bair Badenov  |

## Calendário
| Data                       | Hora                    | Rodada                              |
| -------------------------- | ----------------------- | ----------------------------------- |
| Sábado, 9 de agosto        | 15:30-17:30             | Rodada de classificação             |
| Quarta-feira, 13 de agosto | 10:00-12:35 15:30-18:05 | 32 avos de finais 16 avos de finais |
| Sexta-feira, 15 de agosto  | 10:30-12:15             | Oitavas de finais                   |
| Sexta-feira, 15 de agosto  | 16:00-16:52             | Quartas de finais                   |
| Sexta-feira, 15 de agosto  | 16:52-17:20             | Semifinais                          |
| Sexta-feira, 15 de agosto  | 17:21-17:50             | Finais                              |

## Resultados

### Rodada de classificação
| #  | Arqueiro                   | Pontuação |    | #                          | Arqueiro | Pontuação |                       | #   | Arqueiro | Pontuação |
| -- | -------------------------- | --------- | -- | -------------------------- | -------- | --------- | --------------------- | --- | -------- | --------- |
| 1  | MEX Juan René Serrano      | 679       | 23 | TUR Yusuf Ergin            | 660      | 44        | ITA Mauro Nespoli     | 649 |          |           |
| 2  | IND Mangal Singh Champia   | 678       | 24 | MEX Eduardo Vélez          | 660      | 45        | GER Jens Pieper       | 648 |          |           |
| 3  | UKR Viktor Ruban           | 678       | 25 | RUS Andrey Abramov         | 660      | 46        | CHN Li Wenquan        | 646 |          |           |
| 4  | KOR Park Kyung-mo          | 676       | 26 | MAS Cheng Chu Sian         | 660      | 47        | CAN Jay Lyon          | 646 |          |           |
| 5  | MAS Wan Kalmizam           | 674       | 27 | MAS Muhammad Marbawi       | 659      | 48        | BLR Maksim Kunda      | 646 |          |           |
| 6  | RUS Balzhinima Tsyrempilov | 671       | 28 | CUB Juan Carlos Stevens    | 659      | 49        | SWE Magnus Petersson  | 646 |          |           |
| 7  | GBR Simon Terry            | 670       | 29 | TPE Kuo Cheng-wei          | 659      | 50        | CAN John Burnes       | 644 |          |           |
| 8  | KOR Im Dong-hyun           | 670       | 30 | AUS Michael Naray          | 658      | 51        | FRA Romain Girouille  | 641 |          |           |
| 9  | ITA Ilario di Buo          | 670       | 31 | RUS Bair Badenov           | 658      | 52        | MYA Nay Myo Aung      | 637 |          |           |
| 10 | KOR Lee Chang-hwan         | 669       | 32 | UKR Markivan Ivashko       | 658      | 53        | DEN Niels Dall        | 634 |          |           |
| 11 | TPE Wang Cheng-pang        | 667       | 33 | ESP Daniel Morillo         | 657      | 54        | BHU Tashi Peljor      | 632 |          |           |
| 12 | ITA Marco Galiazzo         | 667       | 34 | GBR Laurence Godfrey       | 657      | 55        | CHN Jiang Lin         | 632 |          |           |
| 13 | POL Rafal Dobrowolski      | 667       | 35 | FRA Jean-Charles Valladont | 656      | 56        | CZE Martin Bulir      | 629 |          |           |
| 14 | AUS Sky Kim                | 665       | 36 | PHI Mark Javier            | 654      | 57        | QAT Ali Salem         | 627 |          |           |
| 15 | USA Brady Ellison          | 664       | 37 | RSA Calvin Hartley         | 654      | 58        | FIN Matti Hatava      | 619 |          |           |
| 16 | CAN Crispin Duenas         | 664       | 38 | TPE Chen Szu-yuan          | 654      | 59        | BUL Daniel Pavlov     | 618 |          |           |
| 17 | JPN Furukawa Takaharu      | 663       | 39 | AUS Matthew Gray           | 654      | 60        | ROU Alexandru Bodnar  | 614 |          |           |
| 18 | CHN Xue Haifeng            | 663       | 40 | USA Richard Johnson        | 653      | 61        | BRA Luiz Trainini     | 610 |          |           |
| 19 | POL Jacek Proc             | 661       | 41 | USA Vic Wunderle           | 652      | 62        | EGY Maged Youssef     | 605 |          |           |
| 20 | UKR Oleksandr Serdyuk      | 661       | 42 | POR Nuno Pombo             | 650      | 63        | IRI Hojjatollah Vaezi | 604 |          |           |
| 21 | GBR Alan Wills             | 661       | 43 | POL Piotr Piatek           | 649      | 64        | SAM Joseph Muaausa    | 563 |          |           |
| 22 | JPN Moriya Ryuichi         | 661       |    |                            |          |           |                       |     |          |           |

### Fases finais

#### Seção 1
|  | 32 avos de finais | 32 avos de finais     | 32 avos de finais |  |  | 16 avos de finais     | 16 avos de finais     | 16 avos de finais |     |                       | Oitavas de finais     | Oitavas de finais     | Oitavas de finais |  |  | Quartas de finais | Quartas de finais | Quartas de finais |
|  |                   |                       |                   |  |  |                       |                       |                   |     |                       |                       |                       |                   |  |  |                   |                   |                   |
|  | 1                 | MEX Juan René Serrano | 116               |  |  |                       |                       |                   |     |                       |                       |                       |                   |  |  |                   |                   |                   |
|  | 64                | SAM Joseph Muaausa    | 88                |  |  | MEX Juan René Serrano | MEX Juan René Serrano | 112               |     |                       |                       |                       |                   |  |  |                   |                   |                   |
|  | 32                | UKR Markivan Ivashko  | 107               |  |  | ESP Daniel Morillo    | ESP Daniel Morillo    | 111               |     |                       |                       |                       |                   |  |  |                   |                   |                   |
|  | 33                | ESP Daniel Morillo    | 115               |  |  |                       |                       |                   |     | MEX Juan René Serrano | MEX Juan René Serrano | 110                   |                   |  |  |                   |                   |                   |
|  | 16                | CAN Crispin Duenas    | 108,T9,9          |  |  |                       | BLR Maksim Kunda      | BLR Maksim Kunda  | 106 |                       |                       |                       |                   |  |  |                   |                   |                   |
|  | 49                | SWE Magnus Petersson  | 108,T9,10         |  |  | SWE Magnus Petersson  | SWE Magnus Petersson  | 110               |     |                       |                       |                       |                   |  |  |                   |                   |                   |
|  | 17                | JPN Furukawa Takaharu | 111 ;T9;9         |  |  | BLR Maksim Kunda      | BLR Maksim Kunda      | 112               |     |                       |                       |                       |                   |  |  |                   |                   |                   |
|  | 48                | BLR Maksim Kunda      | 111 ;T9;10        |  |  |                       |                       |                   |     |                       | MEX Juan René Serrano | MEX Juan René Serrano | 113               |  |  |                   |                   |                   |
|  | 8                 | KOR Im Dong-hyun      | 108               |  |  |                       | USA Vic Wunderle      | USA Vic Wunderle  | 106 |                       |                       |                       |                   |  |  |                   |                   |                   |
|  | 57                | QAT Ali Salem         | 103               |  |  | KOR Im Dong-hyun      | KOR Im Dong-hyun      | 115               |     |                       |                       |                       |                   |  |  |                   |                   |                   |
|  | 25                | RUS Andrey Abramov    | 109 ;T8;9;8       |  |  | USA Richard Johnson   | USA Richard Johnson   | 106               |     |                       |                       |                       |                   |  |  |                   |                   |                   |
|  | 40                | USA Richard Johnson   | 109 ;T8;9;9       |  |  |                       |                       |                   |     | KOR Im Dong-hyun      | KOR Im Dong-hyun      | 111                   |                   |  |  |                   |                   |                   |
|  | 9                 | ITA Ilario di Buo     | 111               |  |  |                       | USA Vic Wunderle      | USA Vic Wunderle  | 113 |                       |                       |                       |                   |  |  |                   |                   |                   |
|  | 56                | CZE Martin Bulir      | 100               |  |  | ITA Ilario di Buo     | ITA Ilario di Buo     | 108 ;T9;8         |     |                       |                       |                       |                   |  |  |                   |                   |                   |
|  | 24                | MEX Eduardo Vélez     | 102               |  |  | USA Vic Wunderle      | USA Vic Wunderle      | 108 ;T9;10        |     |                       |                       |                       |                   |  |  |                   |                   |                   |
|  | 41                | USA Vic Wunderle      | 106               |  |  |                       |                       |                   |     |                       |                       |                       |                   |  |  |                   |                   |                   |

#### Seção 2
|  | 32 avos de finais | 32 avos de finais       | 32 avos de finais |  |  | 16 avos de finais       | 16 avos de finais       | 16 avos de finais       |          |                         | Oitavas de finais       | Oitavas de finais | Oitavas de finais |  |  | Quartas de finais | Quartas de finais | Quartas de finais |
|  |                   |                         |                   |  |  |                         |                         |                         |          |                         |                         |                   |                   |  |  |                   |                   |                   |
|  | 4                 | KOR Park Kyung-mo       | 116               |  |  |                         |                         |                         |          |                         |                         |                   |                   |  |  |                   |                   |                   |
|  | 61                | BRA Luiz Trainini       | 99                |  |  | KOR Park Kyung-mo       | KOR Park Kyung-mo       | 111                     |          |                         |                         |                   |                   |  |  |                   |                   |                   |
|  | 29                | TPE Kuo Cheng-wei       | 106               |  |  | TPE Kuo Cheng-wei       | TPE Kuo Cheng-wei       | 110                     |          |                         |                         |                   |                   |  |  |                   |                   |                   |
|  | 36                | PHI Mark Javier         | 102               |  |  |                         |                         |                         |          | KOR Park Kyung-mo       | KOR Park Kyung-mo       | 113               |                   |  |  |                   |                   |                   |
|  | 13                | POL Rafal Dobrowolski   | 110               |  |  |                         | POL Rafal Dobrowolski   | POL Rafal Dobrowolski   | 105      |                         |                         |                   |                   |  |  |                   |                   |                   |
|  | 52                | MYA Nay Myo Aung        | 106               |  |  | POL Rafal Dobrowolski   | POL Rafal Dobrowolski   | 111,T9                  |          |                         |                         |                   |                   |  |  |                   |                   |                   |
|  | 20                | UKR Oleksandr Serdyuk   | 107               |  |  | UKR Oleksandr Serdyuk   | UKR Oleksandr Serdyuk   | 111,T8                  |          |                         |                         |                   |                   |  |  |                   |                   |                   |
|  | 45                | GER Jens Pieper         | 105               |  |  |                         |                         |                         |          |                         | KOR Park Kyung-mo       | KOR Park Kyung-mo | 108,T9,10         |  |  |                   |                   |                   |
|  | 5                 | MAS Wan Kalmizam        | 105               |  |  |                         | CUB Juan Carlos Stevens | CUB Juan Carlos Stevens | 108,T9,8 |                         |                         |                   |                   |  |  |                   |                   |                   |
|  | 60                | ROU Alexandru Bodnar    | 106               |  |  | ROU Alexandru Bodnar    | ROU Alexandru Bodnar    | 101                     |          |                         |                         |                   |                   |  |  |                   |                   |                   |
|  | 28                | CUB Juan Carlos Stevens | 107,T9,10         |  |  | CUB Juan Carlos Stevens | CUB Juan Carlos Stevens | 108                     |          |                         |                         |                   |                   |  |  |                   |                   |                   |
|  | 37                | RSA Calvin Hartley      | 107,T9,9          |  |  |                         |                         |                         |          | CUB Juan Carlos Stevens | CUB Juan Carlos Stevens | 108               |                   |  |  |                   |                   |                   |
|  | 12                | ITA Marco Galiazzo      | 114               |  |  |                         | GBR Alan Wills          | GBR Alan Wills          | 104      |                         |                         |                   |                   |  |  |                   |                   |                   |
|  | 53                | DEN Niels Dall          | 97                |  |  | ITA Marco Galiazzo      | ITA Marco Galiazzo      | 109                     |          |                         |                         |                   |                   |  |  |                   |                   |                   |
|  | 21                | GBR Alan Wills          | 103               |  |  | GBR Alan Wills          | GBR Alan Wills          | 110                     |          |                         |                         |                   |                   |  |  |                   |                   |                   |
|  | 44                | ITA Mauro Nespoli       | 99                |  |  |                         |                         |                         |          |                         |                         |                   |                   |  |  |                   |                   |                   |

#### Seção 3
|  | 32 avos de finais | 32 avos de finais          | 32 avos de finais |  |  | 16 avos de finais          | 16 avos de finais          | 16 avos de finais  |     |                            | Oitavas de finais          | Oitavas de finais | Oitavas de finais |  |  | Quartas de finais | Quartas de finais | Quartas de finais |
|  |                   |                            |                   |  |  |                            |                            |                    |     |                            |                            |                   |                   |  |  |                   |                   |                   |
|  | 3                 | UKR Viktor Ruban           | 111               |  |  |                            |                            |                    |     |                            |                            |                   |                   |  |  |                   |                   |                   |
|  | 62                | EGY Maged Youssef          | 96                |  |  | UKR Viktor Ruban           | UKR Viktor Ruban           | 115                |     |                            |                            |                   |                   |  |  |                   |                   |                   |
|  | 30                | AUS Michael Naray          | 108               |  |  | AUS Michael Naray          | AUS Michael Naray          | 105                |     |                            |                            |                   |                   |  |  |                   |                   |                   |
|  | 35                | FRA Jean-Charles Valladont | 106               |  |  |                            |                            |                    |     | UKR Viktor Ruban           | UKR Viktor Ruban           | 114               |                   |  |  |                   |                   |                   |
|  | 19                | POL Jacek Proc             | 116               |  |  |                            | POL Jacek Proc             | POL Jacek Proc     | 108 |                            |                            |                   |                   |  |  |                   |                   |                   |
|  | 46                | CHN Li Wenquan             | 111               |  |  | POL Jacek Proc             | POL Jacek Proc             | 111                |     |                            |                            |                   |                   |  |  |                   |                   |                   |
|  | 14                | AUS Sky Kim                | 112               |  |  | AUS Sky Kim                | AUS Sky Kim                | 110                |     |                            |                            |                   |                   |  |  |                   |                   |                   |
|  | 51                | FRA Romain Girouille       | 110               |  |  |                            |                            |                    |     |                            | UKR Viktor Ruban           | UKR Viktor Ruban  | 115               |  |  |                   |                   |                   |
|  | 6                 | RUS Balzhinima Tsyrempilov | 112               |  |  |                            | JPN Moriya Ryuichi         | JPN Moriya Ryuichi | 106 |                            |                            |                   |                   |  |  |                   |                   |                   |
|  | 59                | BUL Daniel Pavlov          | 102               |  |  | RUS Balzhinima Tsyrempilov | RUS Balzhinima Tsyrempilov | 109                |     |                            |                            |                   |                   |  |  |                   |                   |                   |
|  | 27                | MAS Muhammad Marbawi       | 106               |  |  | TPE Chen Szu-yuan          | TPE Chen Szu-yuan          | 101                |     |                            |                            |                   |                   |  |  |                   |                   |                   |
|  | 38                | TPE Chen Szu-yuan          | 107               |  |  |                            |                            |                    |     | RUS Balzhinima Tsyrempilov | RUS Balzhinima Tsyrempilov | 110               |                   |  |  |                   |                   |                   |
|  | 22                | JPN Moriya Ryuichi         | 109,T10           |  |  |                            | JPN Moriya Ryuichi         | JPN Moriya Ryuichi | 113 |                            |                            |                   |                   |  |  |                   |                   |                   |
|  | 43                | POL Piotr Piatek           | 109,T9            |  |  | JPN Moriya Ryuichi         | JPN Moriya Ryuichi         | 114                |     |                            |                            |                   |                   |  |  |                   |                   |                   |
|  | 54                | BHU Tashi Peljor           | 100               |  |  | TPE Wang Cheng-pang        | TPE Wang Cheng-pang        | 109                |     |                            |                            |                   |                   |  |  |                   |                   |                   |
|  | 11                | TPE Wang Cheng-pang        | 110               |  |  |                            |                            |                    |     |                            |                            |                   |                   |  |  |                   |                   |                   |

#### Seção 4
|  | 32 avos de finais | 32 avos de finais        | 32 avos de finais |  |  | 16 avos de finais        | 16 avos de finais        | 16 avos de finais  |          |                    | Oitavas de finais  | Oitavas de finais  | Oitavas de finais |  |  | Quartas de finais | Quartas de finais | Quartas de finais |
|  |                   |                          |                   |  |  |                          |                          |                    |          |                    |                    |                    |                   |  |  |                   |                   |                   |
|  | 7                 | GBR Simon Terry          | 104               |  |  |                          |                          |                    |          |                    |                    |                    |                   |  |  |                   |                   |                   |
|  | 58                | FIN Matti Hatava         | 105               |  |  | FIN Matti Hatava         | FIN Matti Hatava         | 103                |          |                    |                    |                    |                   |  |  |                   |                   |                   |
|  | 26                | MAS Cheng Chu Sian       | 109               |  |  | MAS Cheng Chu Sian       | MAS Cheng Chu Sian       | 110                |          |                    |                    |                    |                   |  |  |                   |                   |                   |
|  | 39                | AUS Matthew Gray         | 101               |  |  |                          |                          |                    |          | MAS Cheng Chu Sian | MAS Cheng Chu Sian | 105,T9,10          |                   |  |  |                   |                   |                   |
|  | 42                | POR Nuno Pombo           | 103               |  |  |                          | KOR Lee Chang-hwan       | KOR Lee Chang-hwan | 105,T9,9 |                    |                    |                    |                   |  |  |                   |                   |                   |
|  | 23                | TUR Yusuf Ergin          | 106               |  |  | TUR Yusuf Ergin          | TUR Yusuf Ergin          | 109                |          |                    |                    |                    |                   |  |  |                   |                   |                   |
|  | 55                | CHN Jiang Lin            | 108               |  |  | KOR Lee Chang-hwan       | KOR Lee Chang-hwan       | 117OR              |          |                    |                    |                    |                   |  |  |                   |                   |                   |
|  | 10                | KOR Lee Chang-hwan       | 112               |  |  |                          |                          |                    |          |                    | MAS Cheng Chu Sian | MAS Cheng Chu Sian | 104               |  |  |                   |                   |                   |
|  | 15                | USA Brady Ellison        | 111               |  |  |                          | RUS Bair Badenov         | RUS Bair Badenov   | 109      |                    |                    |                    |                   |  |  |                   |                   |                   |
|  | 50                | CAN John Burnes          | 89                |  |  | USA Brady Ellison        | USA Brady Ellison        | 107                |          |                    |                    |                    |                   |  |  |                   |                   |                   |
|  | 47                | CAN Jay Lyon             | 111               |  |  | CAN Jay Lyon             | CAN Jay Lyon             | 113                |          |                    |                    |                    |                   |  |  |                   |                   |                   |
|  | 18                | CHN Xue Haifeng          | 106               |  |  |                          |                          |                    |          | CAN Jay Lyon       | CAN Jay Lyon       | 110                |                   |  |  |                   |                   |                   |
|  | 31                | RUS Bair Badenov         | 114               |  |  |                          | RUS Bair Badenov         | RUS Bair Badenov   | 115      |                    |                    |                    |                   |  |  |                   |                   |                   |
|  | 34                | GBR Laurence Godfrey     | 109               |  |  | RUS Bair Badenov         | RUS Bair Badenov         | 109                |          |                    |                    |                    |                   |  |  |                   |                   |                   |
|  | 63                | IRI Hojjatollah Vaezi    | 98                |  |  | IND Mangal Singh Champia | IND Mangal Singh Champia | 108                |          |                    |                    |                    |                   |  |  |                   |                   |                   |
|  | 2                 | IND Mangal Singh Champia | 112               |  |  |                          |                          |                    |          |                    |                    |                    |                   |  |  |                   |                   |                   |

### Finais
|  | Semifinais            | Semifinais       |     |                       | Final             | Final |  |
|  |                       |                  |     |                       |                   |       |  |
|  |                       |                  |     |                       |                   |       |  |
|  | MEX Juan René Serrano | 112              |     |                       |                   |       |  |
|  | KOR Park Kyung-mo     | 115              |     |                       |                   |       |  |
|  |                       |                  |     |                       |                   |       |  |
|  |                       |                  |     |                       |                   |       |  |
|  |                       |                  |     |                       | KOR Park Kyung-mo | 112   |  |
|  |                       | UKR Viktor Ruban | 113 |                       |                   |       |  |
|  |                       |                  |     |                       |                   |       |  |
|  |                       |                  |     |                       |                   |       |  |
|  |                       |                  |     |                       | Medalha de bronze |       |  |
|  |                       |                  |     |                       |                   |       |  |
|  | UKR Viktor Ruban      | 112,T10,10       |     | MEX Juan René Serrano | 110               |       |  |
|  | RUS Bair Badenov      | 112,T10,8        |     |                       | RUS Bair Badenov  | 115   |  |